# 네이선 첸
네이선 웨이 첸(영어: Nathan Wei Chen, 중국어: 陈巍 천웨이[*], 1999년 5월 5일~)은 미국의 피겨스케이팅 선수이다.
2018년, 2019년, 2021년 세계 선수권에서 우승하였으며, 2022년 동계 올림픽에서 남자 싱글 금메달과 단체 종목 은메달을, 2018년 동계 올림픽에서 단체 종목 동메달을 차지하였다. 2017년 4대륙 선수권 대회 우승자, 그랑프리 파이널 3회 우승자 (2017, 2018, 2019)이자 미국 피겨스케이팅 선수권 대회 6관왕 (2017~22 시즌)이다. 주니어 시절에는 2015-16 주니어 그랑프리 파이널 우승, 2013-14 주니어 그랑프리 파이널 3위, 2014년 세계 주니어 선수권 대회 3위를 차지한 바 있다.
네이선 첸은 토룹, 살코, 루프, 플립, 루츠의 5종 점프에서 쿼드러플을 전부 성공한 최초의 선수이자, 한 경기 쿼드러플 점프 8회 (2018 선수권 대회)를 성공시킨 선수이기도 하다. 2018년 동계 올림픽 남자 싱글에서 5위에 오른 뒤 2021년 10월까지 미국과 국제대회에서 전부 우승한 기록도 남겼다. 2022년 현재 네이선 첸은 쇼트프로그램과 프리, 총점 최고점수 세계기록 보유자이다.

## 개인사
1999년 5월 5일 미국 유타주 솔트레이크시티의 중국계 미국인 가정에서 태어났으며 중국어 이름은 '천웨이(중국어 간체자: 陈巍, 정체자: 陳巍, 병음: Chén Wēi, 한자음: 진외)'이다. 아버지는 천즈둥, 어머니는 헤티 왕으로 각각 광시성 라이빈과 베이징 출신이며, 미국으로 건너온 이민자였다. 아버지는 과학자, 어머니는 의료번역가였다. 첸은 콜린, 앨리스, 재니스, 토니의 뒤를 이어 5남매 중 막내였다.
첸은 솔트레이크시티의 웨스트 고등학교, 캘리포니아주 레이크애로헤드의 림오브더월드 고등학교를 거쳐, 캘리포니아 커넥션 아카데미를 졸업하였다. 당시 그는 피겨스케이팅 외에도 발레 웨스트 학원에서 발레를 연습하였으며, 체조에도 관심이 있어 지역 청소년 대회와 주 청소년 대회에 7년간 출전하기도 했다.
2018년 가을 예일 대학교의 통계학·데이터과학 전공으로 입학하였으며, 2022년 동계 올림픽 참가를 위해 휴학하였다.

## 선수 경력

### 어린 시절
네이선 첸은 세 살 때 누나의 흰색 스케이트를 빌려 처음으로 피겨스케이팅에 입문했다고 한다. 2003년 네 살의 나이에 처음으로 스케이팅 대회에 나갔다. 2007년부터 2009년까지 미국 주니어 전국대회의 청소년·중등부에 출전하였으며, 2007년과 2008년 대회에서 각각 10위, 3위를 차지했다. 2009년 주니어 전국대회에서는 중등 남자부에서 은메달을 획득하였다.
2009-10 시즌부터는 노비스(novice) 등급으로 진출하였으며, 워싱턴주 스포캔에서 열린 2010년 미국 선수권 대회 노비스 부문에서 10살의 나이에 우승을 차지해 미국 피겨 역사상 가장 어린 우승자가 되었다. 2010-2011 시즌에서는 어린 나이 탓에 노비스 등급에 남기로 결정하였으며, 그해 노스캐롤라이나주 그린스보로에서 열린 2011년 미국 피겨스케이팅 선수권 대회 노비스 부문에서 다시 한번 우승을 차지했다.
2011-2012 시즌부터는 주니어 레벨로 진출하였다. 이 시즌부터 예브게니야 체르니쇼바가 코치를 맡고, 레이크애로헤드에서 점프 전문가 래피얼 아투니안의 지도와 함께 전지훈련을 받았다. 2011년 12월 중순부터는 아투니안이 메인코치로 활동하기 시작했다. 이듬해 1월 24일, 캘리포니아주 산호세에서 열린 2012년 미국 선수권 대회에서 주니어 남자부 우승을 거머쥐었으며, 이탈리아 셀바디발가르데나에서 열린 가르데나 스프링 트로피 남자부에서도 우승하였다.

### 주니어 경력

#### 2012–2013 시즌: 주니어 국제무대 데뷔
13세가 되어 ISU 주니어 그랑프리 (JGP) 출전 자격을 확보한 네이선 첸은, 2012년 9월 12일부터 오스트리아 린츠에서 열린 주니어 그랑프리에 처음 출전하였다. 젓 국제무대에서 그는 JGP 시리즈 역사상 최고점수 (222.00점)을 기록하며 금메달을 차지했다. 다만 2012 JGP 파이널전에서는 종아리 부상으로 참가하지 못했다. 이듬해 2013년 1월 22일 미국 내브래스카주 오마하에서 열린 2013년 미국 선수권 대회에서 주니어 남자부 동메달을 차지했다.

#### 2013–2014 시즌

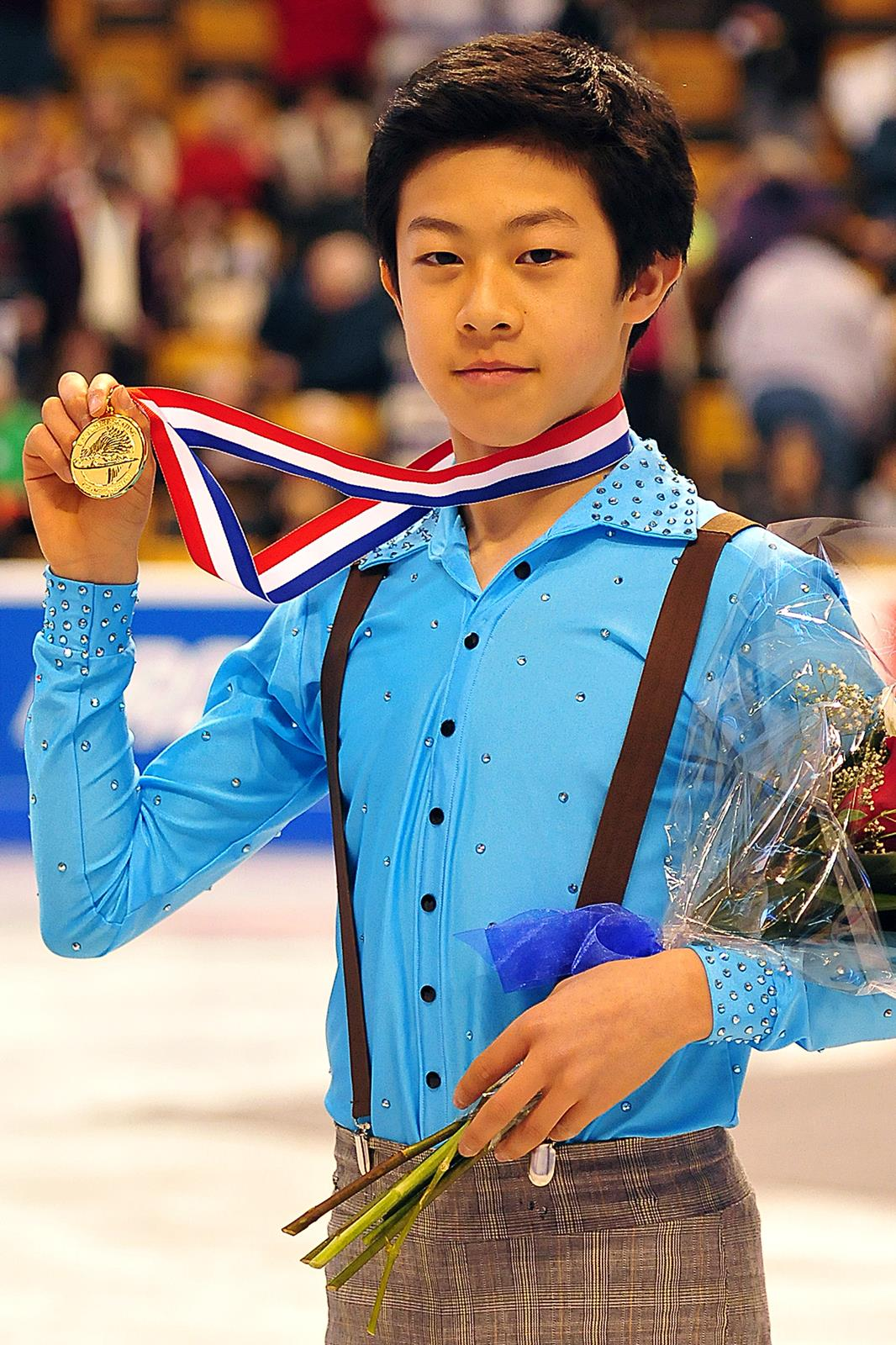
2014 미국 선수권 대회 주니어 남자부에 참가한 네이선 첸

2013년 9월 ISU 멕시코 주니어 그랑프리와 ISU 벨라루스 주니어 그랑프리에서 우승하며 시즌을 시작했다. 일본 후쿠오카에서 열린 주니어 그랑프리 파이널에 참가하여 중국의 진보양과 러시아의 아디얀 핏케예프의 뒤를 이어 동메달을 차지하였다.
2014년 1월 9일, 미국 보스턴에서 열린 미국 선수권 대회에서 213.76점을 기록하여 미국 주니어 남자 최고점수기록을 6년 만에 경신하면서 미국 주니어 2관왕을 차지했다. 쇼트프로그램에서 선보인 마지막 컴비네이션 스핀이 4.86점을 기록, 당시 활동하던 전세계 남자 피겨 선수 가운데 가장 높은 점수를 기록하였다.
이후 2014년 3월 불가리아 소피아에서 열린 2014년 세계 주니어 선수권 대회에 참가해 캐나다의 남 응우옌과 러시아의 핏케예프의 뒤를 이어 동메달을 차지하였다. 같은 대회에서 네이선 첸과 동료 선수인 조던 멜러, 쇼타로 오모리가 좋은 성적을 거두어 2015년 세계 주니어 선수권 대회 출전 엔트리를 확보하게 되었다.

#### 2014–2015 시즌: 시니어 전국무대 데뷔
2014-15 시즌부터 네이선 첸은 미국 내에서 시니어 레벨에 진출하게 되었다. 2014년 11월 태평양 지역 선수권 대회 남자 시니어부문 프리 경기에서 깔끔한 쿼드러플 토룹과 더블토룹 컴비네이션 (4T+2T)을 성공시켜 우승을 차지했다. 이후 2015년 1월 미국 선수권 대회에 출전하게 되었으나, 대회를 일주일 앞두고 발뒤꿈치의 성장판을 다쳐 쇼트프로그램과 롱프로그램을 수정하여 경기에 나섰다. 첫번째 미국 시니어 데뷔무대였던 이 대회에서 네이선 첸은 8위에 오르게 되었다.
대회가 끝난 뒤 2015년 3월 8일 에스토니아 탈린에서 열린 2015년 세계 주니어 선수권 대회에 미국 국가대표로 나서게 되었고, 일본의 우노 쇼마, 중국의 진보양, 일본의 야마모토 소타의 뒤를 이어 4위로 대회를 마쳤다.

#### 2015–2016 시즌
2015-16 ISU 주니어 그랑프리 시리즈 기간 동안 미국 콜로라도스프링스 대회와 스페인 로그로뇨 대회에서 모두 금메달을 차지하였다. 2015년 12월 스페인 바르셀로나에서 열린 주니어 그랑프리 파이널에서도 러시아의 드미트리 알리예프와 일본의 야마모토를 꺾고 정상에 올랐다.
2016년 1월, 미국 선수권 대회 쇼트프로그램에서 2연속 쿼드러플 점프를 성공한 최초의 미국 선수가 되었다. 1월 24일 열린 롱 프로그램에서는 쿼드러플 점프 4회를 성공한 최초의 남자 싱글 선수가 되었다. 종합순위에서는 애덤 리폰과 맥스 에런의 뒤를 이어 3위에 머물렀지만 리폰은 쿼드러플이 없었고, 에런은 쿼드러플을 두번만 성공하였기에 더 의미가 있었다. 이 때문에 예술성을 기술성보다 더 높게 쳐야 하는가에 대한 피겨스케이팅계의 오랜 논쟁이 재점화되기도 했다.
한편 같은날 열린 갈라쇼에서 점프 시도 중에 넘어져 왼쪽 엉덩이가 쓸리는 부상을 입어 1월 27일 수술에 들어갔다. 이후 헝가리 데브레첸에서 열린 2016년 세계 주니어 선수권 대회와 미국 보스턴에서 열린 2016년 세계 선수권 대회를 기권하였다. 이후 미국 캘리포니아주 출라비스타의 미국 올림픽 훈련센터(OTC)에서 한 달 동안 재활훈련을, 5월에는 콜로라도스프링스의 선수촌에서 외부 훈련을 거쳐, 7월부터는 빙상 훈련을 재개하였다.

### 시니어 경력

#### 2016–2017 시즌: 시니어 국제무대 데뷔

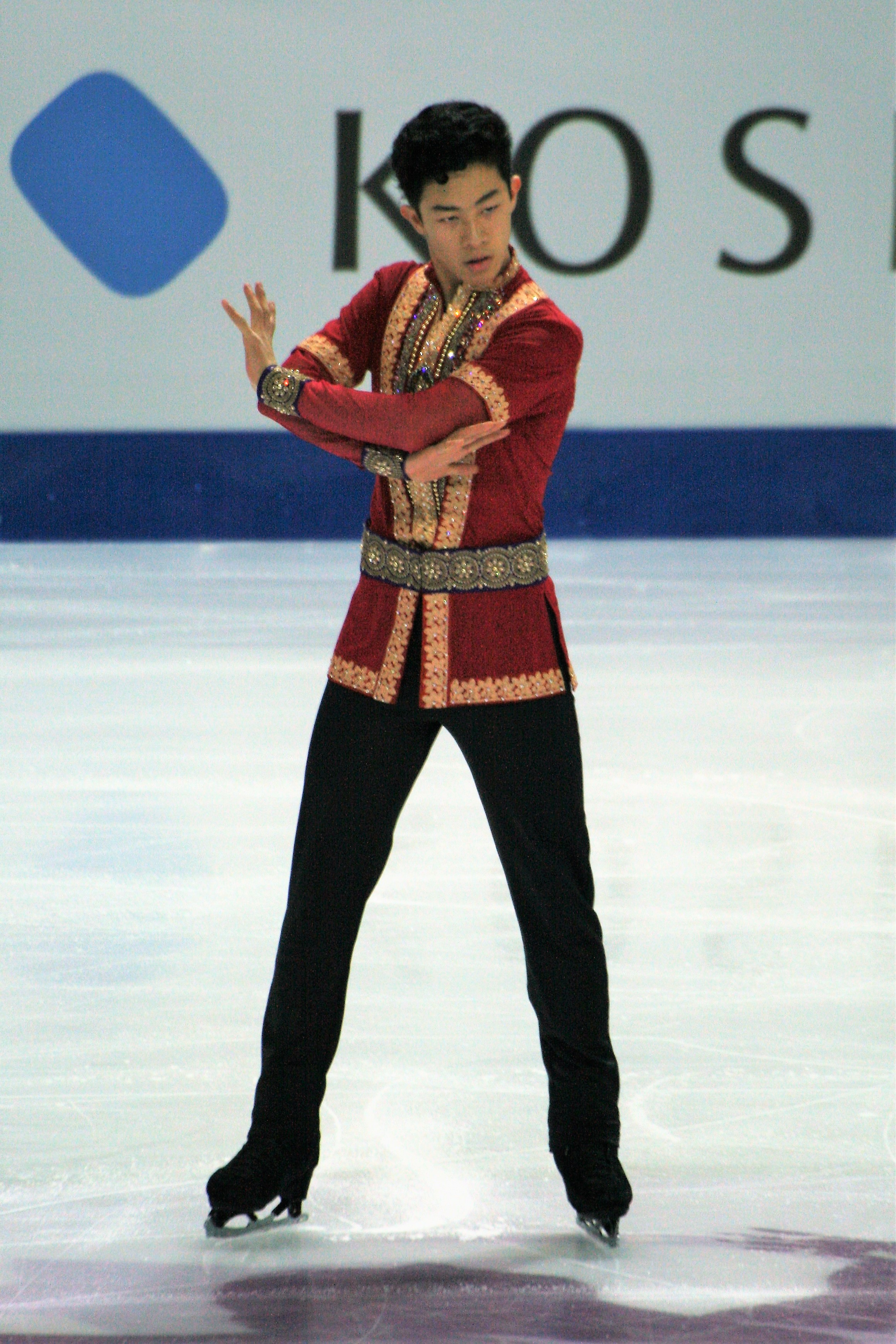
2016-17 그랑프리 파이널

2016-17 시즌에 앞서 미국 미시건주 캔턴에서 마리나 주예바의 안무지도와 더불어 새 프로그램 연습을 위해 전지훈련에 나섰다. 첸은 인터뷰에서 "그곳에서 일주일을 보냈는데 그분과 정말 잘 맞았다. 둘이서 얘기를 해봤는데 미시건으로 가서 PCS를 조금 더 준비하면 좋겠다고 생각했다"는 소감을 밝혔다. 부상 6개월 뒤인 2016년 9월, 주dP바와 올레크 옙시테인이 네이선 첸의 코치로 합류하였다. 국제 시니어 대회 데뷔를 앞두고 네이선 첸은 쿼드러플 러츠 (4Lz)와 쿼드러플 플립 (4F)를 집중적으로 연습하기 시작했다.
2016년 CS 핀란디아 트로피에서 캐나다의 패트릭 챈을 7.71포인트 앞서며 우승을 차지하는 것으로 2016-2017 시즌을 시작한 그는 곧이어 두 차례의 그랑프리 대회에 참가하였다. 2016년 트로페 드 프랑스에서 시니어 그랑프리 데뷔무대를 가진 첸은 쇼트와 롱 프로그램에서 쿼드러플 러츠와 트리플 토룹 컴비네이션, 쿼드러플 플립을 모두 깔끔히 성공시켰다. 쇼트 프로그램 점수는 92.85점으로 2010년 동계 올림픽 남자 싱글에서 에번 라이서첵이 세우며 우승한 90.30점을 경신해 미국 쇼트 프로그램 최고점수 신기록을 세웠다. 대회에서 4위의 성적을 거둔 네이선 첸은 캘리포니아로 복귀해 아투니안 코치와 다시 만났다. 이후 일본 삿포로에서 열린 2016년 NHK 트로피에서는 2014년 소치 올림픽 금메달리스트 하뉴 유즈루의 뒤를 이어 2위에 올랐으며, 프랑스 마르세유에서 열리는 그랑프리 파이널 (GPF) 출전권을 획득하였다.

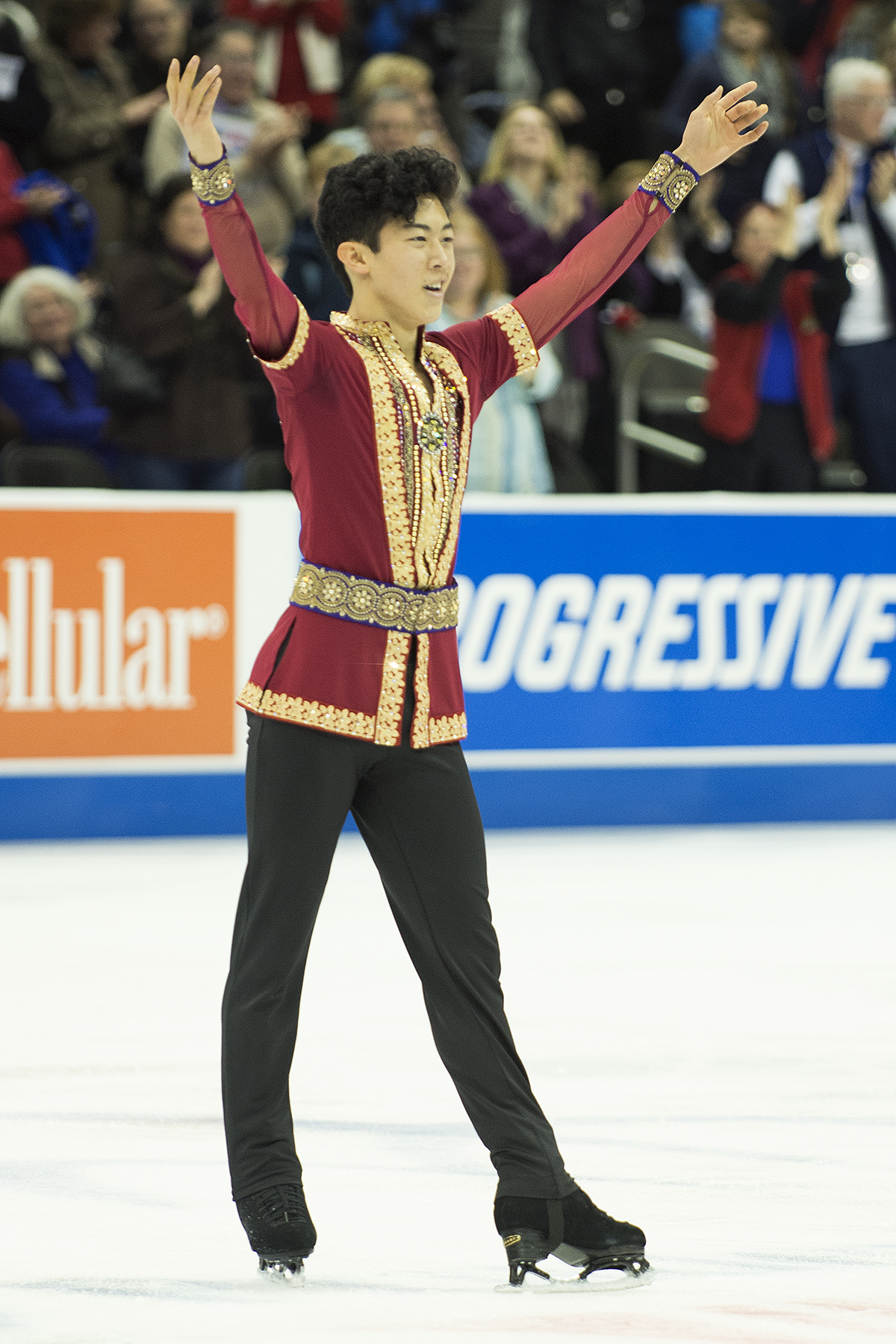
2017년 미국 선수권 대회에서의 네이선 첸

2016년 12월 그랑프리 파이널에서 쇼트프로그램 5위에 올랐으나, 프리에서는 쿼드러플 점프 4회를 성공시키며 총점 282.85포인트로 하뉴 유즈루에 이어 은메달을 차지했다. 이로써 네이선 첸은 역대 그랑프리 파이널 입상자 중에서 예브게니 플류셴코 다음으로 두번째로 어린 남자 선수로 기록됐다 (1999년 플류셴코 16세, 2016년 네이선 첸 17세). 이후 미시건주 캔턴에서 2주간 머무르며 프로그램 연기 구성과 안무 수정에 집중했다.
이듬해 2017년 1월 캔자스시티에서 열린 2017년 미국 선수권 대회에서는 쇼트 프로그램에서 쿼드러플 점프 2회 (4Lz+3T, 4F)를, 프리에서 5회 (4Lz+3T, 4F, 4T+2T+2Lo, 4T, 4S)를 성공시키는 진기록을 세웠다. 쇼트에서 106.39포인트, 프리에서 212.08포인트, 총점 318.47포인트로 미국 피겨 역사상 가장 높은 점수를 기록하며 우승을 차지했다. 국내대회 직후 제이슨 브라운과 함께 미국 국가대표로 2017년 세계 선수권 대회에 출전하게 되었다.
2017년 2월, 대한민국 강릉시에서 열린 4대륙 대회 우승을 차지하였다. 국제빙상연맹 주관대회에서 쇼트 100점 이상, 총점 300점 이상을 받은 세번째 선수로 기록되었다.
2017년 4월 핀란드 헬싱키에서 열린 2017년 세계 피겨스케이팅 선수권 대회에 출전한 네이선 첸은 4대륙 대회에서 신었던 스케이트의 부츠가 떨어져나간 일이 발생했는데, 아직 새것이라는 이유로 덕트테이프와 하키끈으로 고정한 채 계속 사용하기로 결정했다. 이후 쇼트에서 2회, 롱에서 6회, 총 8회의 쿼드러플로 프로그램을 구성에 경기에 나섰으나, 롱 프로그램 경기에서 두 차례의 쿼드러플 시도에서 넘어지면서 종합순위 6위에 머물렀다. 같이 대회에 출전한 제이슨 브라운은 7위에 머물렀다. 하지만 두 선수의 성적으로 미국아 2018년 동계 올림픽 남자 싱글 출전권 3명분을 확보하는 데 기여하였다.
이후 일본 도쿄에서 열린 2017년 세계 팀 트로피 대회에서 단체전 3위, 개인전 2위에 오르며 시즌을 마감했다.

#### 2017–2018 시즌: 평창동계올림픽과 세계선수권 대회 우승
2017년 9월 2017년 CS 미국 국제 피겨스케이팅 클래식에서 우승하며 2017-18 시즌을 시작했다. 이 무대에서 쇼트 프로그램은 섀린 본이 안무를 맡은 〈니메시스〉를, 프리는 로리 니콜이 안무를 맡은 〈마오의 라스트 댄서〉를 처음 선보였다. 프리에서는 쿼드룹을 처음 성공시켰으며, 한 경기 5연속 쿼드러플 ((4T, 4S, 4Lo, 4F, 4Lz)을 성공시킨 최초의 선수가 되었다. 재팬 오픈에서는 제레미 애벗, 캐런 첸, 미라이 나가수와 함께 미국 국가대표로 나섰으며, 하비에르 페르난데스의 뒤를 이어 2위에 올랐다.
이후 러시아 모스크바에서 열린 2017년 로스텔레콤 컵에서 쇼트에서 1위, 프리에서 2위를 차지해, 세계챔피언이자 올림픽 챔피언인 일본의 하뉴 유즈루를 누르고 시즌 첫 그랑프리 우승을 차지했다. 2017년 스케이트 아메리카에서도 같은 대표팀 소속인 애덤 리폰을 누르고 두번째로 그랑프리 우승을 거머쥐었다. 당시 쇼트프로그램에서 왼쪽 칼날 바깥쪽 끝에 흠집이 난 스케이트를 신은 채로 개인 최고점수 기록을 경신하여 화제가 되었다. 다만 프리스케이팅에서는 스케이트를 교체하였는데, 훗날 "잘못된 판단을 했던 것 같다. 안쪽 끝이 좀 너무 날카로워서 살코, 토룹, 심지어는 플립할 때마저도 계속 힘을 줘야 해서, 이전보다 더 세게 얼음을 타야 했다"고 밝혔다. 두 대회의 우승으로 네이선 첸은 그랑프리 파이널에 진출하게 되었다.
일본 나고야에서 열린 파이널 대회에서 네이선 첸은 일본의 우노 쇼마, 러시아의 미하일 콜야다를 누르고 종합순위 1위에 올랐다. 이로써 2009년 에번 라이서첵의 뒤를 이어 미국 선수로는 세번째로 그랑프리 파이널 우승을 차지하게 되었다. 해를 넘겨 미국 캘리포니아 산호세에서 열린 2018년 미국 선수권 대회에서는 총 7회의 쿼드러플 점프 (쇼트 2회, 프리 5회)를 깔끔히 성공시켜 총점 315.23점으로 미국 선수권 대회 2연속 챔피언이 디었다. 대회 우승 후 네이선 첸은 대한민국 평창에서 열리는 2018년 동계 올림픽에 애덤 리폰, 빈센트 저우와 함께 미국 피겨스케이팅 국가대표로 출전하게 되었다.
2018년 평창 동계올림픽 단체전에서 네이선 첸은 남자 쇼트프로그램 경기에 나서 4위에 올랐으며, 올림픽에서 쿼드러플 플립을 성공한 최초의 선수가 되었다. 네이선 첸 외에 미라이 나가수, 브래디 터넬, 애덤 리폰, 알렉사 시미카 니어림, 메이어 시부타니, 알렉스 시부타니의 활약으로 미국 팀은 동메달을 차지하게 되었다. 이로써 네이선 첸은 남자 피겨스케이팅 최연소 올림픽 메달리스트가 되었다. 이어진 남자 싱글에서는 긴장한 탓에 쇼트프로그램에서 부진하여 17위에 머물렀다. 그러나 프리에서는 쿼드러플 6회 시도 및 5회 성공을 기록한 최초의 선수로 올림픽 역사에 이름을 남기게 되었다. 또 프리스케이팅 총점 215.08점으로 올림픽 역사상 최고 점수를 기록해, 종합점수 297.35점을 받으며 5위로 올림픽 데뷔전을 마쳤다. 이후 감기로 인해 갈라쇼에는 불참하고, 다른 국가대표팀 동료선수들에게 전파되는 것을 막기 위해 일찍 평창을 떠났다. 올림픽 경기 당시 네이선 첸의 스폰서는 코카콜라, 유나이티드 항공, 켈로그, 브리지스톤이었다.

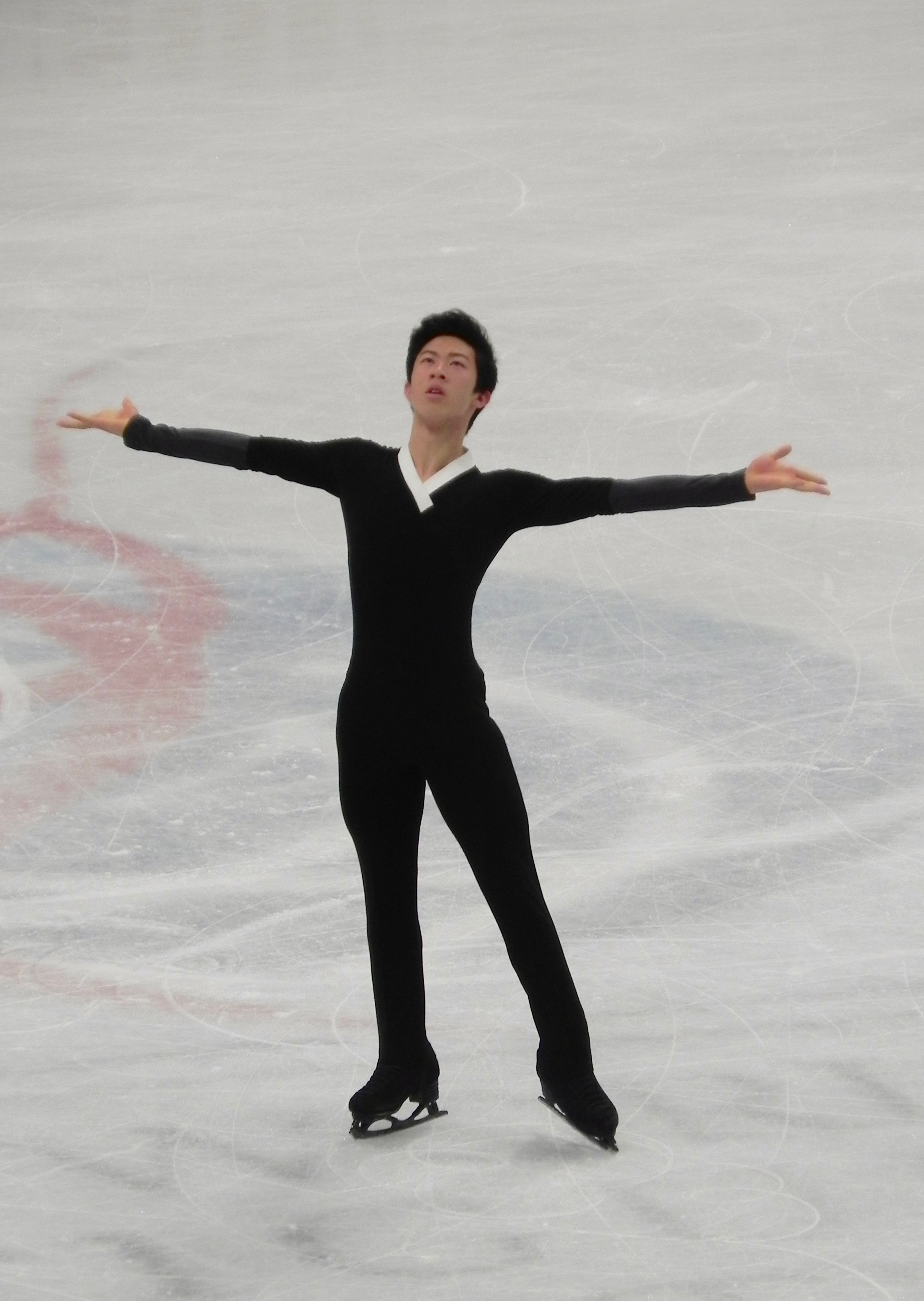
2018년 세계 선수권 대회에서의 모습

2018년 3월 이탈리아 밀라노에서 열린 세계 선수권 대회에서는 쇼트 (101.94점)와 프리 (219.46) 모두 1위에 올랐다. 프리 프로그램에서 쿼드러플 6회를 시도해 모두 성공시켜, 총점 321.40점으로 우승을 차지함과 동시에, 하뉴 유즈루 이후 두번째로 총점 320점을 넘긴 선수가 되었다. 또한 2009년 에번 라이서첵 이후 9년 만에, 역대 열 번째로 세계 정상을 차지한 미국 선수가 되었으며, 2001년 예브게니 플류셴코 (18년 4개월 19일) 다음으로 가장 어린 세계 챔피언 (18년 10개월 19일)이 되었다. 네이선 첸의 1위 성적과 맥스 애런의 11위 성적으로 미국팀은 내년 일본에서 열리는 2019년 세계 피겨스케이팅 선수권에 3명분 출전권을 확보하게 되었다. 한편 2위를 차지한 우노 쇼마와의 점수차 47.63점은 피겨 역사상 가장 큰 점수차 기록으로 남게 되었다.

#### 2018–2019 시즌

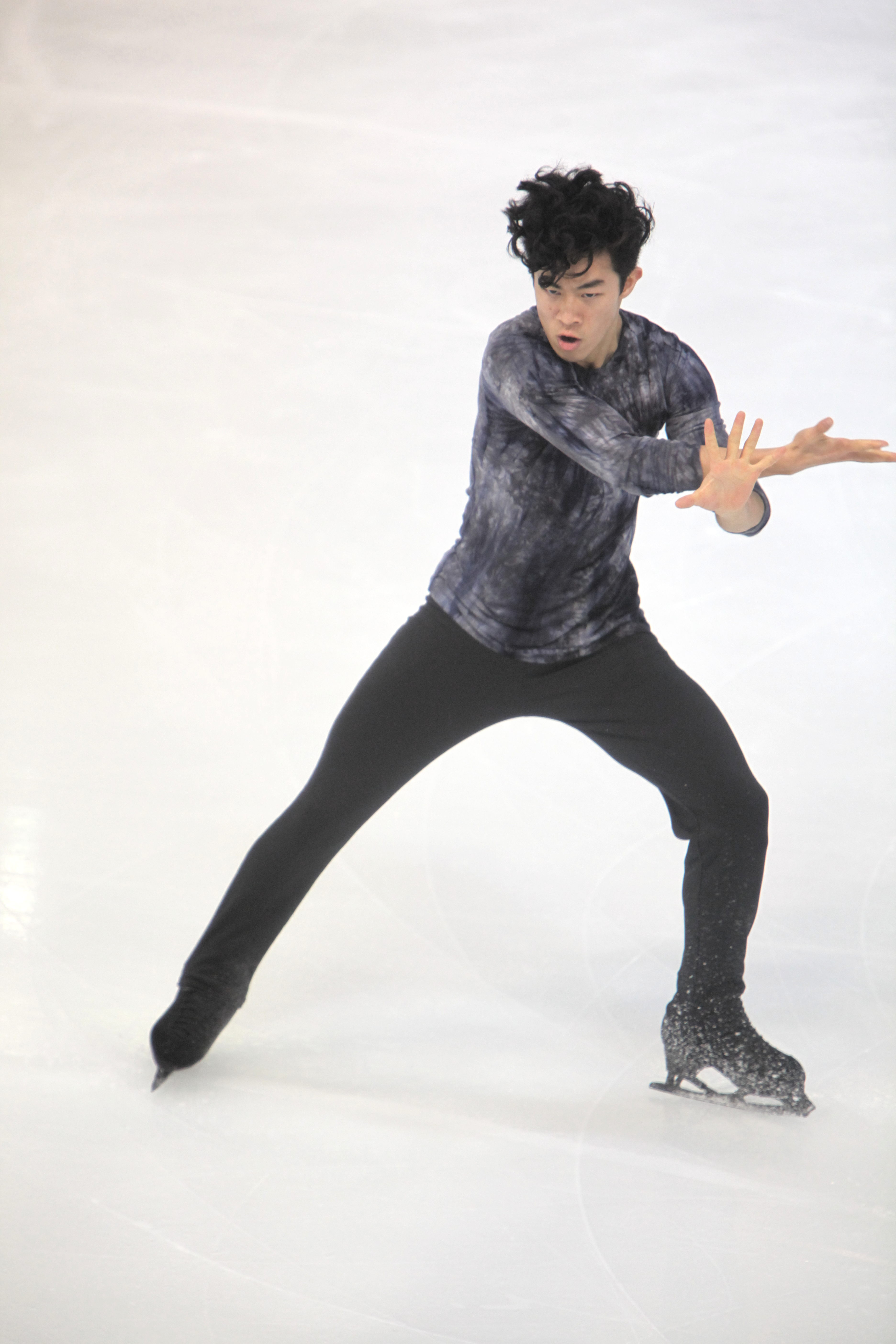
2018년 앵테르나시오노 드 프랑스

2018-19 시즌은 예일대 입학으로 시작했다. 2014년 올림픽 챔피언 메릴 데이비스와 함께한 올림픽 공식 페이스북 채널 라이브 심층 인터뷰에서 네이선 첸은 학업과 피겨스케이팅, 미래 계획 등을 털어놓았다. 대학 입학과 관련해 첸은 "스케이팅도 좋고, 경기도 좋고, 훈련도 좋다. 동료 선수들도 전부 다 좋다. 그렇지만 제일 중요한 것은 남은 한평생 동안 스케이트만 타진 않게 된다는 사실이다. 스케이트를 그만두고 다른 것에 집중할 때가 찾아오지 않겠냐. 지금 나는 두가지 다 시도하고 있고, 그렇게 해서 격차를 줄인다면, 스케이트를 그만두겠다고 결심할 때 두번째 인생을 시작할 수 있을 것이라고 생각한다"라는 입장을 밝혔다.
2018-19 그랑프리 시리즈에는 스케이트 아메리카와 앵테르나시오노 드 프랑스 대회에 출전하였다. 대학생활을 병행해야 하는 네이선 첸의 입장에서는 다행이게도 스케이트 아메리카 대회는 예일대 10월 방학 기간에, 프랑스 국제대회는 추수감사절 기간에 맞춰 열렸다. 2018-19 피겨스케이팅 그랑프리 파이널은 예일대 학기말 리딩기간 (기말 전 휴식기간) 전날에 시작했고, 내년 일본에서 열리는 2019년 세계 피겨스케이팅 선수권 대회는 예일대 봄방학 기간에 열린다.
2018년 10월 워싱턴주 에버렛에서 열린 스케이트 아메리카 대회에서 네이선 첸은 쇼트에서 〈Caravan〉 (섀린 본 안무담당)을, 프리에서 〈Land of All 〉 (사뮈엘 쉬나르와 마리프랑스 뒤브뢸 안무담당)을 처음 선보였다. 쇼트와 프리 모두 1위에 올랐으며 스케이트 아메리카 남자 챔피언 타이틀을 수성했다.
18시즌 프로그램에 대해 ISU와의 인터뷰에서 그는 "쇼트 프로그램 (Caravan)은 정말 재밌다"고 말했다. "(섀린 본이) 음악에 맞춰 춤을 춰서 다른 사람들이 안무에 신이 날 수 있도록 하자고 했다"며, "롱 프로그램에서는 쇼트와 대조될 필요가 있었기 때문에 처음부터 그 곡 (Land of All)을 택했다"고 밝혔다. 롱 프로그램의 선택곡에 대해서는 "〈디시에르토〉라고 하는, 미국으로의 이민을 다룬 영화의 삽입곡이다. 그런 문제라든가 정치적인 것을 솔직히 프로그램에 넣고 싶지는 않았지만, 한편으로 내 스케이트 연기를 한 층 끌어올리기 위해 필요했던 그런 깊고 어두운 속뜻을 지니고 있어서 선택했다"고 설명했다.

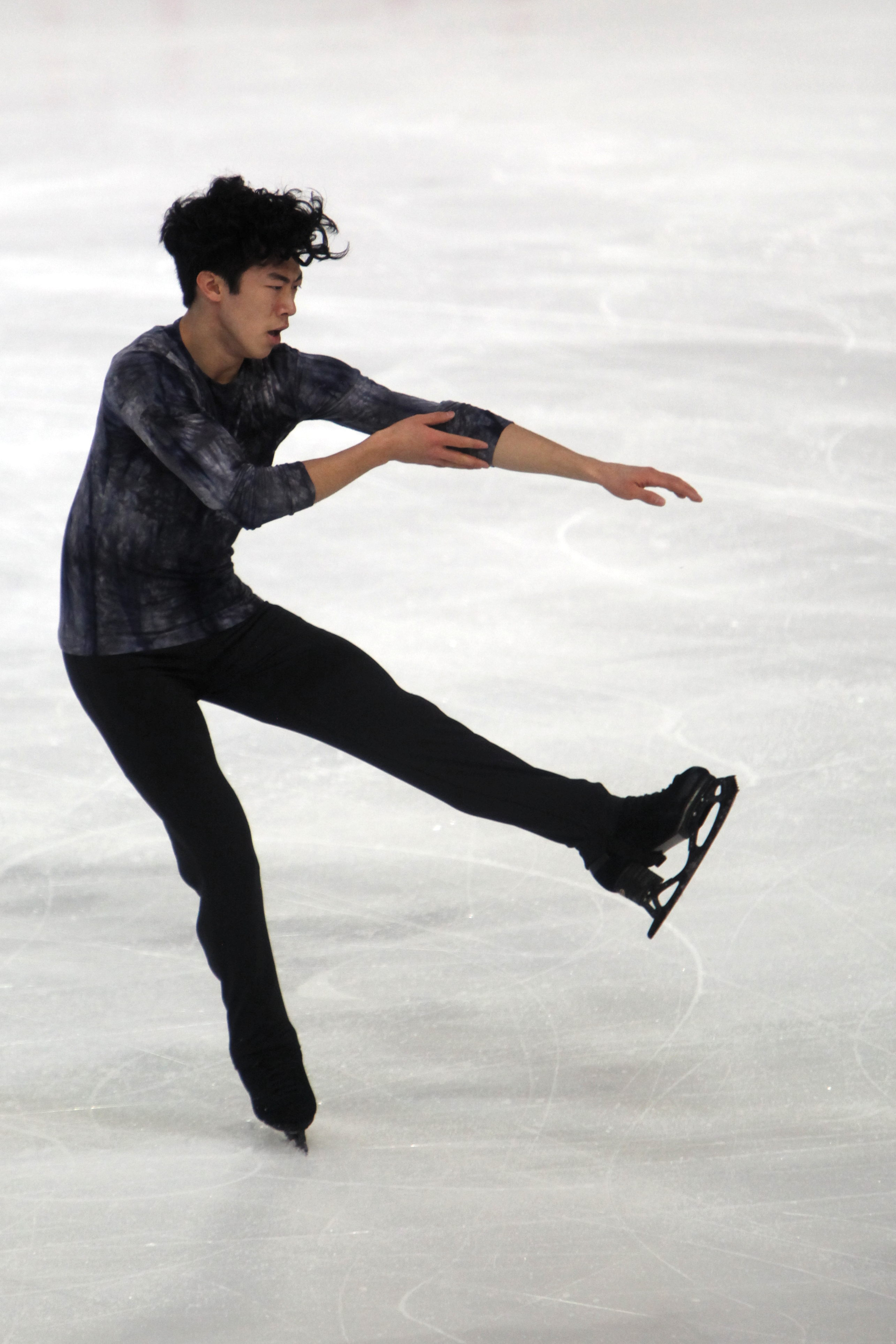
2018년 앵테르나시오노 드 프랑스 대회

2018년 11월 프랑스 그르노블에서 열린 앵테르나시오노 드 프랑스 대회에 참가한 네이선 첸은 쇼트 프로그램에서 쿼드플립을 시도하다 넘어지는 실수를 범해, 제이슨 브라운, 알렉산드르 사마린의 뒤를 이어 3위에 머물렀다. 하지만 프리에서 쿼드러플 3회 (4F, 4T, 4T+3T)를 성공시켜 총점 271.58점으로 우승을 차지했다. 이로써 네이선 첸은 그랑프리에서 5연속 우승을 달성하게 되었다. 스케이트 아메리카 대회와 프랑스 국제대회의 우승으로 네이선 첸은 캐나다 밴쿠버에서 열리는 2018-19 피겨스케이팅 그랑프리 파이널 대회 출전권을 획득하였다.
2018년 12월에 열린 그랑프리 파이널에서는 하뉴 유즈루가 부상으로 기권한 가운데 우노 쇼마, 미할 브르제지나, 세르게이 보로노프, 차준환, 키건 메싱과 맞붙었다. 쇼트 프로그램에서는 컴비네이션 점프 실패, 롱 프로그램에서는 착지 실패로 실수가 나왔으나, 총점으로 1위를 차지해 두번째 GPF 우승을 차지했다. 이로써 1995년 그랑프리 파이널 초대 대회 이후 예브게니 플류셴코, 패트릭 챈, 하뉴 유즈루에 이어 2연속 우승을 차지한 네번째 선수가 되었으며, 예브게니 플류셴코의 뒤를 이어 2시즌 연속 그랑프리 대회 석권이란 기록도 달성하였다.
이후 미국 디트로이트에서 열린 2019년 미국 선수권 대회에 참가한 네이선 첸은 쇼트프로그램에서 2쿼드러플로 113.42점을, 프리에서 4쿼드러플로 228.80점이라는 근사한 성적을 받아 총점 342.22점으로 우승을 차지, 조니 위어 (2004~2006) 다음으로 3연속 미국 챔피언을 기록한 선수가 되었다. 첸은 경기 후 소감에서 "해내서 정말 행복하고, 다른 대회에서도 이뤄낼 수 있길 바란다. 처음 점프 몇 번은 약간 체크리스트 같단 생각을 했는데 다 하고 나니까 음악과 관중에게 집중할 수 있었다"라며, "국내대회는 장난이 아니다. 여기 계신 다른 선수분들 어느 누구도 무시할 수 없을 것이다. 뛰어든 모든 연기에 내 스스로도 정말 자부심을 느끼며, 여기 두 친구 (2·3위)와 함께 연단에 서게 되어 영광이다"라고 밝혔다. "훈련 분위기는 신경쓰지 않는다. 학교 안이 아니더라도 내 꿈을 쫓아 빙상에서의 시간을 보내게 해준 예일대에게 감사하다. 한 대회 한 대회를 거쳐 성장한다는 느낌이고, 미래를 향한 엄청난 자신감을 불어넣고 있다"는 말도 전했다.
이듬해 2019년 3월 일본 사이타마현에서 열린 2019년 세계 피겨스케이팅 선수권 대회에서 네이선 첸은 세계챔피언 자리를 다시 한번 수성하는 동시에, 프리스케이팅 216.02점, 총점 323.42점으로 세계 신기록까지 경신하였다. 또 지난 두 시즌 사이 12번의 대회 출전에서 11번째 우승을 차지하였으며, 미국인으로서 세계선수권 대회 연속 우승도 스콧 해밀턴의 4연속 기록 (1981년~1984년) 이후 처음이었다. 같이 대회에 나간 빈센트 저우도 동메달을 획득하면서 두 명의 미국 대표가 수상대에 서게 되었는데, 1996년 캐나다 에드먼턴 대회에서 토드 엘드레지가 금을, 러디 갈린도가 동을 차지한 이래 처음 있는 일이었다. 이후 일본에서 열린 2019년 ISU 세계 피겨스케이팅 팀 트로피에 미국팀으로 참가해 금메달을 따는 것으로 시즌을 마무리했다.

#### 2019–2020 시즌

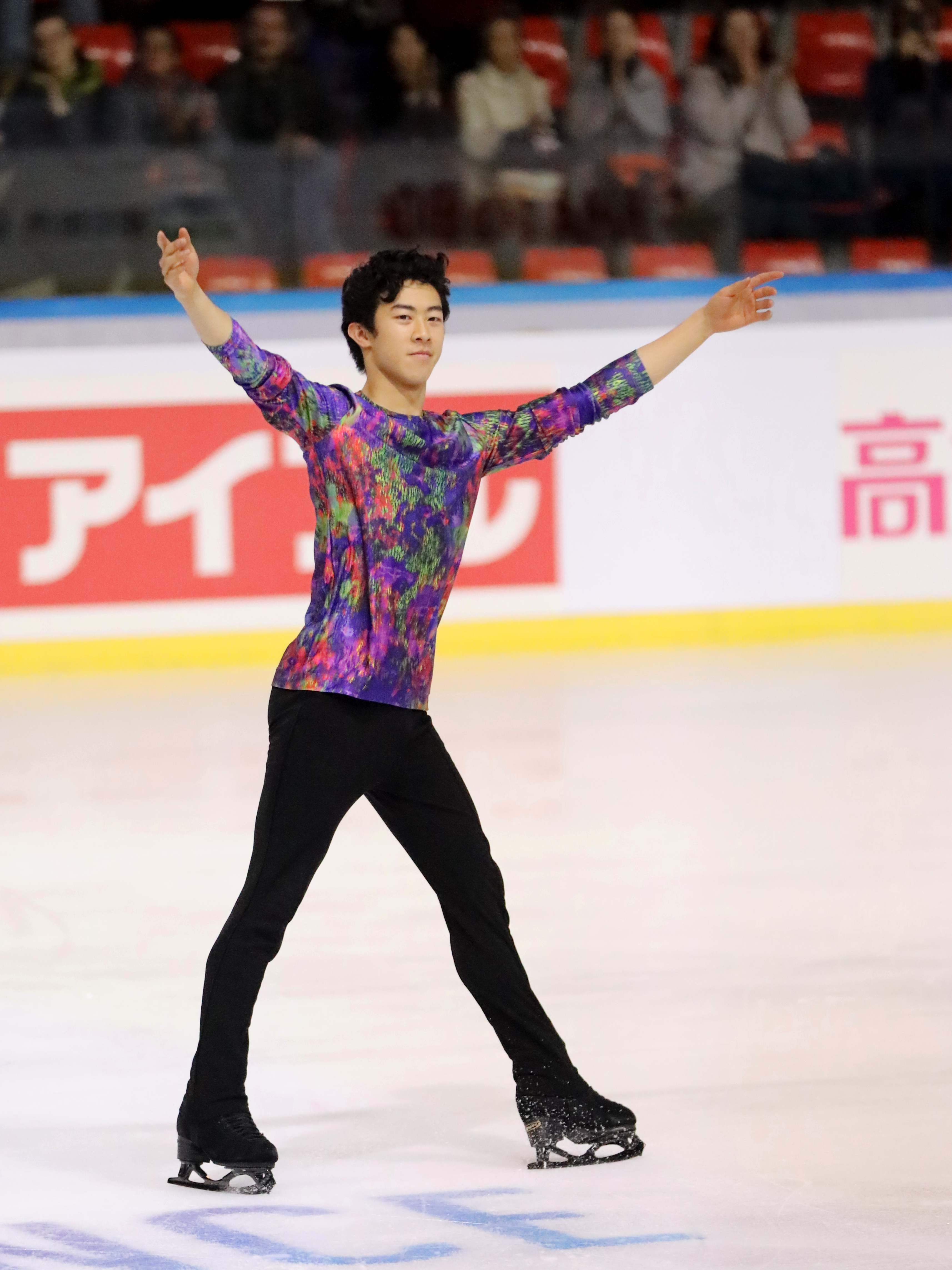
2019년 앵테르나시오노 드 프랑스에서

재팬 오픈 대회에 참가하여 남자 싱글 우승과 단체전 북미팀 3위 성적으로 시즌을 시작했다. 그랑프리 시리즈 기간에는 미국 라스베이거스에서 열린 스케이트 아메리카에서 우승해 3연속 우승을 기록했다. 그동안 스케이트 아메리카에서 3연속 우승을 한 선수는 토드 엘드레지 (1994년~1997년)가 유일했다. 네이선 첸이 기록한 2위와의 44점차는 스케이트 아메리카 역사상 최고 점수차로 기록됐다. 곧이어 프랑스 그르노블에서 열린 2019년 앵테르나시오노 드 프랑스에서도 2연속 우승을 차지, 예브게니 플류셴코 이래 근 20년 만에 그랑프리 대회 8회 연속 우승이라는 기록을 세웠다. 두 그랑프리 대회에서 우승하면서 2019-20 피겨스케이팅 그랑프리 파이널에 진출하게 되었다.
그랑프리 파이널에서 네이선 첸은 일본의 하뉴 유즈루와 함께 유력 우승후보로 널리 주목받았다. 쇼트프로그램에서 실수 없이 깔끔한 연기를 선보인 첸은 110.38점을 기록하여 개인신기록을 경신하였다. 이는 하뉴 유즈루가 2018년 로스텔레콤 컵에서 기록한 쇼트프로그램 세계기록에서 0.15점 모자란 점수였다. 같은 쇼트프로그램에서 하뉴는 컴비네이션 점프에 실패하여 13점차를 내주며 프리에 돌입하게 되었다. 프리에서도 첸은 실수 없이 연기를 마무리하였고, 프리 224.92점, 총점 335.90점을 기록해 양쪽 모두 세계 신기록을 세움과 동시에, 2018년 평창동계올림픽 이후 하뉴 선수를 두번째로 누르게 되었다. 이와 더불어 그랑프리 전 대회를 3시즌 연속 우승한 최초의 선수로 역사에 기록되었다.
이후 노스캐롤라이나주 그린스보로에서 열리는 2020년 미국 선수권 대회를 앞두고서 감기에 걸리는 바람에 완전 훈련은 2주 남짓밖에 하지 못한 채 경기에 임하게 되었다. 그리고 이번에도 대회 우승을 차지하면서 1988년 올림픽 금메달리스트 브라이언 보이타노 이래 처음으로 4연속 미국 남자 피겨 우승자로 기록되었다. 이어서 캐나다 몬트리올에서 열리는 2020년 세계 피겨스케이팅 선수권 대회에 출전할 예정이었으나, 코로나바이러스 유행으로 대회가 취소되고 말았다.

#### 2020–2021 시즌
다음 시즌에서도 코로나19 유행이 수그러들지 않자 ISU는 그랑프리 시리즈를 지역별 대회에 중점을 두고 진행하기로 결정했다. 네이선 첸은 2020년 스케이트 아메리카 대회에 참가해 유력 우승후보로 점쳐졌으며, 프리에서 두 차례의 점프에 실패하는 실수가 있었지만 쇼트와 프리 합산 299.15점을 기록해 예상대로 우승했다. 대회가 끝나고 올림픽 채널과의 인터뷰에서 그는 다음 올림픽을 위해 대학을 휴학하고 다시 피겨로 초점을 돌렸다며, "(올림픽이) 최종 목표다. 우리가 해내는 많은 일들, 우리가 내리는 수많은 결정들의 원동력이다"라는 말을 남겼다.
이후 2021년 미국 피겨스케이팅 선수권 대회에서는 프리프로그램에서 5쿼드 중 4쿼드를 깔끔하게 성공시키면서, 5연속 우승을 차지하여 미국 피겨계의 역사를 새로 썼다. 네이선 첸의 5연속 우승 기록보다 앞서는 기록은 딕 버튼의 1946년~1952년 7연속 우승이 유일하다. 첸은 딕 버튼의 기록을 두고 "그의 발자국을 따라가는 것조차 있을 수 없는 일"이라며 깊은 인상을 받았다고 말했다. 그는 "그야말로 세계급이란 소리다. 딕은 진정한 피겨계의 우상이다. 그런 분이 이뤄낸 것을 뒤쫓아 가는 것조차 버겁다고 느껴진다. 저는 그 분의 레벨 언저리에도 미치지 못했지만, 그분만의 어떤 전설의 영역에 호명되는 것 자체가 근사하다"는 소감을 밝혔다.
스웨덴 스톡홀름에서 열린 2021년 세계 선수권 대회에서는 쇼트에서 쿼드러플러츠 착지에 실패, 98.85점을 받으며 3위에 올랐다. 하지만 프리에서는 5쿼드를 무사히 성공시키며 222.03점을 받았고, 총점 320.88점으로 우승하였다. 세계대회 3연속 우승 기록은 미국 남자선수로선 패트릭 챈 (2011년~2013년) 이후 처음이고, 미국 선수로서는 여자부의 스콧 해밀턴 (1982년~1984년)과 함께 세번째로 기록됐다. 경기후 인터뷰에서 첸은 2018년 평창 동계올림픽 프리 경기에 앞서 17위에 머문 이후 성장했다고 느꼈다고 밝혔다. 그는 "그때의 경험이 지금 대회로 이어졌다고 생각한다. 회복력을 조금이나마 유지하는 데 틀림없이 도움이 되었다고 본다. 그리고 뭐, 감사한 일이지만 오늘 연기에도 틀림없이 이어졌다고 본다"라는 말을 남겼다.
2021 월드 팀 트로피 대회에 미국대표팀으로 나선 첸은 쇼트프로그램에서 1위를 달성했고, 종합점수에서도 하뉴 유즈루를 누르고 1위에 올랐다. 첸의 남자 싱글 성적에 힘입어 미국팀은 은메달을 획득하게 되었다.

#### 2021–2022 시즌: 베이징 동계올림픽 우승
두번째 올림픽을 맞이하는 이번 시즌은 2021년 스케이트 아메리카로 출발했다. 쇼트프로그램에서 첫번째 쿼드러플을 실패했고, 두번째 쿼드러플도 착지가 안정적이지 못해 컴비네이션을 수행하지 못하면서 4위에 머물렀다. 프리에서도 계획했던 6쿼드 중 2차례에서 실수하여 2위에 그쳤고, 종합순위로는 빈센트 저우와 우노 쇼마의 뒤를 이어 3위에 머물렀다. 2018년 우승 이후 4연속 우승이라는 진기록에 도전하다 실패하게 된 첸은 "망연자실할 정도는 아니다. 연속 우승이란 게 언젠가는 끝날 수밖에 없었고, 나는 이 친구들과 여기에 선 것만으로도 뿌듯하다"고 밝혔다. 그 다음주 2021 스케이트 캐나다 인터내셔널에 참가한 첸은 쇼트와 프리 모두 1위를 차지해 금메달을 차지했다. 당시 2위 제이슨 브라운과는 48점차였다. 두 대회 성적에 기반해 네이선 첸은 그랑프리 파이널에 진출하게 되었으나, 동시기 발생한 오미크론 변이 유행에 따른 방역조치로 대회가 취소되고 말았다.
내시빌에서 열린 2022년 미국 피겨스케이팅 선수권 대회에서는 다시 한번 우승을 거머쥐어, 미국 피겨계의 전설 딕 버튼 이후 71년 만의 6연속 우승이란 진기록을 세웠다. 쇼트 기록인 115.39점은 미국 신기록이었이었으며, 프리에서는 212.62점을, 총점은 328.01점을 각각 기록했다. 대회 직후 첸은 빈센트 저우, 제이슨 브라운과 함께 미국 올림픽 국가대표팀에 선발되었다.
중화인민공화국 베이징에서 열린 2022년 동계 동계올림픽에 나선 네이선 첸은 단체전 종목의 남자 쇼트프로그램에 출전하였다. 아쉬운 연기를 펼쳤던 4년 전과는 달리, 111.71점을 얻어 개인기록을 경신과 동시에 1위에 올라섰으며, 미국팀의 종합점수 10점을 추가하였다. 경기 후 인터뷰에서 첸은 "올림픽 무대에서, 정말 잘 탄 쇼트프로그램을 선보이게 되어서 기분이 최고다"란 소감을 밝혔다. 미국팀은 2위에 올라 은메달을 획득하였으며, 첸의 두번째 올림픽 메달로 기록되었다.
이틀 뒤 진행된 남자 싱글전에서는 쇼트프로그램에서 113.97점을 기록해, 2020년 하뉴 유즈루의 111.82점을 깨고 세계 신기록을 세웠다.이어 프리에서 218.63점을 받았고, 종합점수 332.60점으로 1위를 지키며 올림픽 첫 금메달을 획득하였다.

## 스케이팅 기술
네이선 첸은 토룹, 살코, 루프, 플립, 러츠의 5유형으로 쿼드러플을 성공시킨 최초의 선수이자, 현재로서도 유일한 선수다. 또한 2017년 4대륙 피겨스케이팅 선수권 대회의 프리프로그램에서 7쿼드를 기획하고 5쿼드를 성공시킨 유일한 선수로 남았다. 뿐만 아니라 2019-20 피겨스케이팅 그랑프리 파이널에서는 한 대회 7개 쿼드러플을 클린 (수행등급 양호)하게 성공시킨 유일한 선수로 남아 있다.
2018-19 시즌부터 새로운 ISU 점수 체계가 도입된 이래, 네이선 첸은 여러 쿼드러플 점프에서 최고점수 기록 보유자로 남아 있는데 4Lz (16.26점), 4F (15.40점), 4S (14.83점), 4F+3T (20.23점), 4Lz+3T (21.21점)이 해당된다. 그리고 4T (13.71점), 4T+3T (18.46점), 4T+1Eu+3S (17.01점), 4T+1Eu+3F (19.14점)에서도 각각 두번째로 높은 점수 기록 보유자로 남아 있다.
이밖에도 ChSq1는 퍼펙트 점수인 5.50점을 기록했으며, StSq4는 5.73점을 기록했는데 남녀 피겨 공통 최고점수 기록이기도 하다.

## 기록
- 현재 미국 피겨스케이팅 선수권 대회 최장기 연속 우승
- 4레벨 및 전 기술요소 수행등급 양호 (GOE)를 받으며 5쿼드러플을 클린하게 성공[111]
- 현행 점수체계에서 세계신기록 6회 경신[112]
- 그랑프리 파이널 남자 싱글 종합점수 최고기록 경신 (335.30점, 2019년)[112]
- 그랑프리 파이널 남자 싱글 프리 점수 최고기록 경신 (224.92점, 2019년)[112]
- 세계선수권 대회 남자 싱글 종합점수 최고기록 경신 (323.42점, 2019년)[112]
- 세계선수권 대회 남자 싱글 종합점수 최고기록 경신 (216.02점, 2019년)[112]
- 올림픽 피겨스케이팅 경기에서 프리 스케이팅 기술점수 최고기록 (127.64점)과 프리 스케이팅 종합점수 최고기록 (215.08점) 경신[113]
- 올림픽 피겨스케이팅 경기에서 남자 싱글 쇼트프로그램 점수 최고기록 경신 (113.97점, 2022년 동계 올림픽)
- 세계선수권 대회 두번째 최연소 남자 세계챔피언 (2018년 세계 선수권 대회)[114]
- 사상 처음으로 쿼드러플 점프 8회 성공 (2018년 세계 선수권 대회)[115]
- 사상 처음으로 한 프로그램에서 쿼드러플 점프 6회 성공 (2018년 동계 올림픽 프리)[116]
- 사상 처음으로 5유형 쿼드러플 점프 (4T, 4S, 4Lo, 4F, 4Lz) 성공 (4Lo는 2017년 미국 국제 피겨스케이팅 클래식)[54]
- 미국 선수권 대회 두번째 최연소 남자 국내챔피언 (17세, 2017년)[117]

## 같이 보기
- 올림픽 피겨스케이팅 메달리스트 목록
- 세계 피겨스케이팅 선수권 대회